# Дегтярево (Ивановская область)
Дегтярево — деревня в Ивановском районе Ивановской области России. Входит в состав Коляновского сельского поселения. Находится в пригородной зоне города Иваново.

## География
В радиусе менее километра находятся деревни Круглово, Бабёнки, Лупаново.

## История
Входит в Коляновское сельское поселение с момента образования 25 февраля 2005 года в соответствии с Законом Ивановской области № 40-ОЗ.

## Население
| 1859 | 1905 | 2010 |
| ---- | ---- | ---- |
| 95   | ↗112 | ↗244 |

### Национальный и гендерный состав
Согласно результатам переписи 2002 года, в национальной структуре населения русские составляли 91 % из 233 чел., из них 95 мужчин, 138 женщин.

## Инфраструктура
Основа экономики — сельское хозяйство.
Дегтяревский сельский клуб, Дегтяревский фельдшерско-акушерский пункт.

## Достопримечательности
Памятник «Героям войны», расположен в центре деревни.

## Транспорт
Деревня доступна автотранспортом. Остановка общественного транспорта «Дегтярево».